# Marcus Thigpen
Marcus Arnette Thigpen (Detroit, 15 maggio 1986) è un giocatore di football americano statunitense che gioca nei ruoli di running back e kick returner per i Buffalo Bills della National Football League (NFL). Dopo non essere stato scelto nel Draft NFL 2009 firmò coi Philadelphia Eagles. Al college ha giocato a football all’Università dell'Indiana.

## Carriera professionistica

### Philadelphia Eagles
Dopo non essere stato scelto nel Draft 2009, Thigpen firmò in qualità di free agent coi Philadelphia Eagles il aprile 2009. Fu tagliato il 4 agosto.

### Denver Broncos
Thigpen firmò in seguito coi Denver Broncos il 16 agosto 2009 solo per essere tagliato 10 dieci giorni dopo.

### Saskatchewan Roughriders
Thigpen firmò per far parte della squadra di allenamento dei Saskatchewan Roughriders il 2 ottobre 2009. Il 7 novembre fu promosso nel roster attivo. Rimase coi Roughriders fino alla fine del training camp 2010 quando fu tagliato.

### Hamilton Tiger-Cats
Thigpen firmò per far parte del roster attivo degli Hamilton Tiger-Cats il 26 giugno 2010. Egli ritornò il suo primo kickoff della stagione 2010 in touchdown contro i Winnipeg Blue Bombers e fu nominato miglior giocatore degli special team della settimana 1 della CFL. Nella settimana 2 ritornò un punt di Burke Dales in touchdown oltre a ricevere un altro passaggio da touchdown. Il 13 agosto 2010, dopo aver segnato un touchdown su corsa, Thigpen divenne il primo giocatore della storia della CFL ad aver segnato in una singola stagione un touchdown in cinque diversi modi: uno su ritorno da kickoff, uno su ritorno da punt, uno su ritorno da field goal sbagliato, uno su corsa e uno su ricezione.

### Miami Dolphins
Thigpen firmò un contratto coi Miami Dolphins il 12 gennaio 2012.
Il 9 settembre 2012, Thigpen ritornò un punt per 72 yard in touchdown nella sua partita di debutto nella NFL contro gli Houston Texans. Fu il primo touchdown su ritorno di un punt per i Miami Dolphins dal 2007, quando Ted Ginn Jr. ne ritornò uno contro i Philadelphia Eagles. Un altro kickoff, Marcus lo ritornò in touchdown nella sconfitta della settimana 11 contro i Buffalo Bills.
Nella settimana 15 della stagione 2013 contro i New England Patriots, Thigpen segnò il primo touchdown su ricezione in carriera su passaggio di Ryan Tannehill nella vittoria della sua squadra. Fu svincolato a fine stagione.

### Buffalo Bills
Dopo avere passato la prima parte della stagione 2014 nei roster di New England Patriots, di nuovo coi Dolphins e Tampa Bay Buccaneers, il 26 novembre, Thigpen firmò coi Buffalo Bills. Nella settimana 15 contribuì alla vittoria a sorpresa sui Green Bay Packers ritornando un punt per 75 yard in touchdown.

## Statistiche
| Partite totali       | 32 |
| Partite da titolare  | 0  |
| Yard su corsa        | 26 |
| Touchdown su corsa   | 0  |
| Touchdown su ritorno | 1  |

Statistiche aggiornate alla stagione 2013